# Binn
Binn is een gemeente en plaats in het Zwitserse kanton Wallis, en maakt deel uit van het district Goms.
Binn telt 153 inwoners.